# Camphin-en-Pévèle
Camphin-en-Pévèle is een gemeente in het Franse Noorderdepartement (Frans: département du Nord) (regio Hauts-de-France). De gemeente telde op 1 januari 2022 2.506 inwoners en maakt deel uit van het arrondissement Rijsel. Het laatste deel van de gemeentenaam verwijst naar de regio Pévèle en onderscheidt de naam van Camphin-en-Carembault. De gemeente ligt tegen de grens met België.

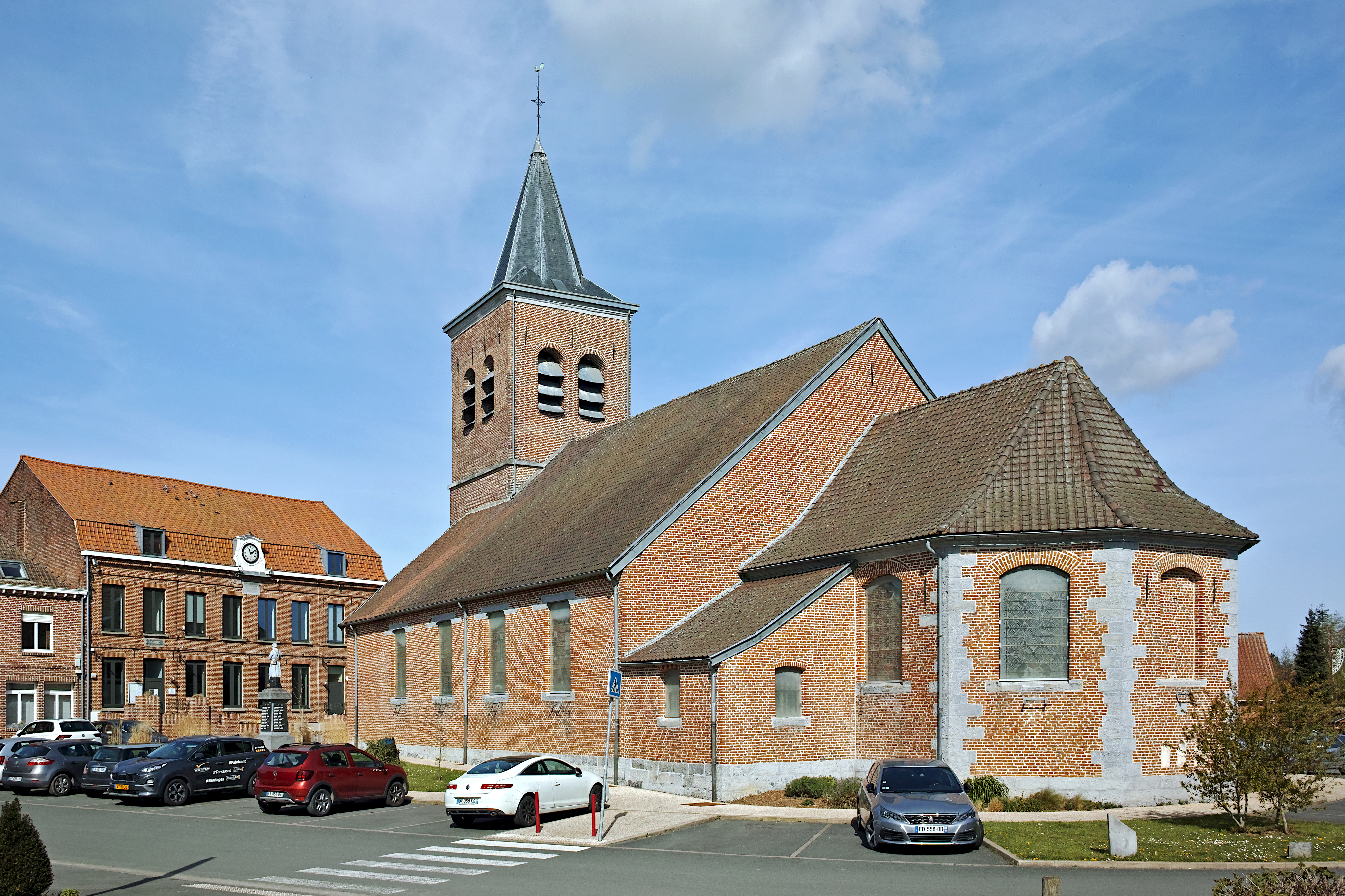
Dorpscentrum met Église Saint-Amand

## Geografie
De oppervlakte van Camphin-en-Pévèle bedroeg op 1 januari 2022 6,45 vierkante kilometer; de bevolkingsdichtheid was toen 388,5 inwoners per km².

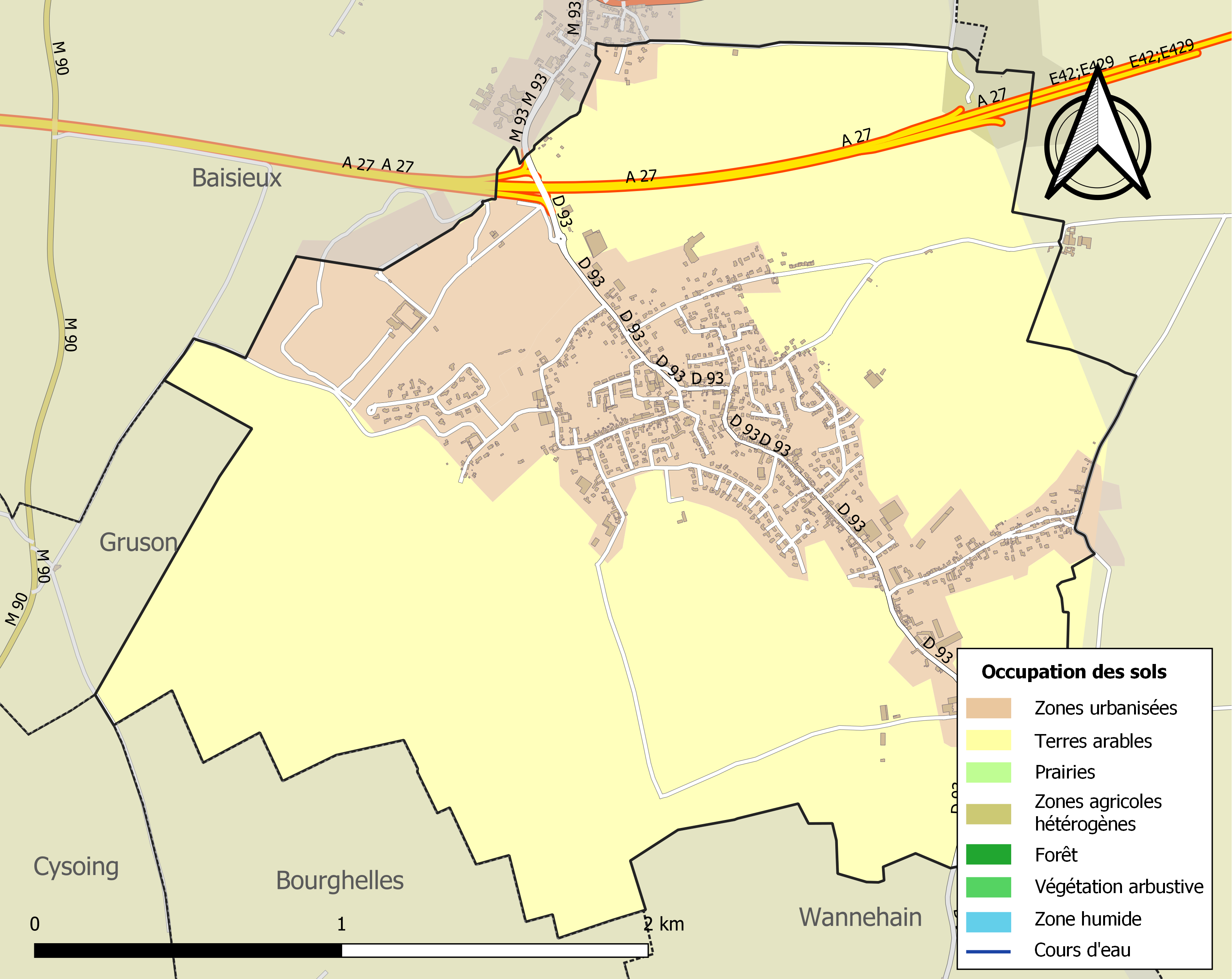
Kaart van de gemeente met belangrijkste infrastructuur, bodemgebruik en omliggende gemeenten

## Bezienswaardigheden
- De Église Saint-Amand
- Op de gemeentelijke begraafplaats van Camphin-en-Pévèle bevindt zich een Brits oorlogsgraf uit de Eerste Wereldoorlog.

## Natuur en landschap
Camphin ligt ten zuiden van de autoweg A27 en direct ten westen van de Frans-Belgische grens. De hoogte bedraagt 49-53 meter.

## Demografie
Onderstaande figuur toont het verloop van het inwonertal (bron: INSEE-tellingen).

## Verkeer en vervoer
Door het noorden van de gemeente loopt de autosnelweg A27/E42, die vanuit Rijsel aansluit op de Belgische autosnelweg A8.

## Sport

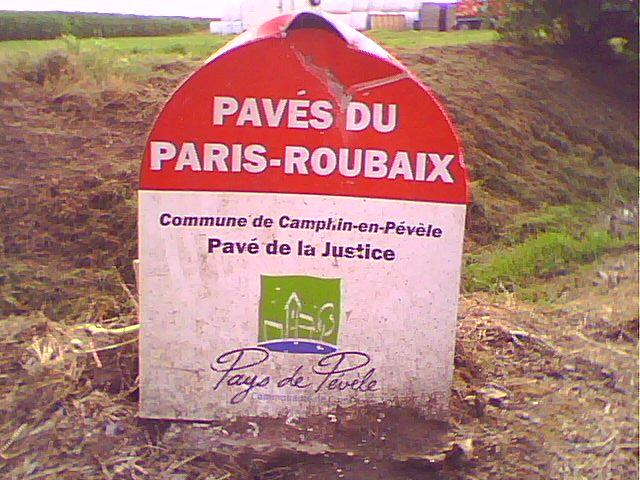
Aanduiding kasseistrook

In de gemeente ligt de zogenaamde Secteur pavé de Camphin-en-Pévèle, een kasseistrook uit het parcours van de wielerklassieker Parijs-Roubaix. Ook de kasseistrook van de Carrefour de l'Arbre ligt deels in de gemeente.

## Nabijgelegen kernen
Baisieux, Cysoing, Wannehain, Lamain